# Filippo Crivelli
Filippo Crivelli (Milano, 27 marzo 1928 – Milano, 6 febbraio 2022) è stato un regista teatrale italiano.
Di lui viene soprattutto evidenziata la versatilità e l'ampiezza degli interessi: lavorò molto nel campo della prediletta lirica, nel balletto, nel teatro di prosa, nell'operetta; tuttavia, dove raccolse alcuni dei suoi maggiori successi, fu nell'ambito del cabaret.

## Biografia
Filippo Crivelli nacque a Milano il 27 marzo 1928. Quando aveva solo sei mesi la famiglia si trasferì in un appartamento signorile nel quartiere di Porta Venezia, dove il regista avrebbe vissuto tutta la vita. E per Milano egli sviluppò un vero affetto e una profonda conoscenza.
Dopo aver frequentato il Liceo classico Giuseppe Parini di Milano, Crivelli si iscrisse a Lettere moderne all'Università Statale di Milano e intraprese contemporaneamente gli studi di pianoforte, sempre a Milano, al Conservatorio di Musica Giuseppe Verdi.
L'interesse di Crivelli per il teatro era nato quand'era bambino e frequentava assiduamente gli spettacoli della compagnia di marionette dei fratelli Colla. La passione era continuata quando era diventato più grande, ed il 14 maggio 1947 era presente all'inaugurazione del Piccolo Teatro di Milano.
Nel 1953 interruppe gli studi letterari e musicali, ed iniziò a recitare a livello amatoriale con colleghi universitari, per poi vivere un'esperienza al Teatro alla Scala come assistente volontario di regia per Tatjana Pavlova e successivamente per Franco Zeffirelli. Contemporaneamente era anche assistente per la prosa di Luchino Visconti e Michelangelo Antonioni.
Il suo debutto da regista avvenne, nel 1958, al Teatro Carlo Felice di Genova con La bohème di Giacomo Puccini, scene e costumi di Nicola Benois, direttore d'orchestra Alceo Galliera.
La sua carriera andò avanti per molti anni. Crivelli tenne rappresentazioni presso numerosi teatri italiani e stranieri, tra i quali il Teatro alla Scala di Milano, il Teatro dell'Opera di Roma, il Teatro di San Carlo di Napoli, il Teatro Regio di Torino, il Teatro Carlo Felice di Genova, il Teatro comunale di Firenze, il Teatro Massimo di Palermo, il Teatro La Fenice di Venezia, il Teatro Amsterdam, l'Opéra national de Paris, Opera di Chicago, il Teatro Municipal di Santiago del Cile, il Teatro Colonna di Buenos Aires e molti altri.
Diresse importanti opere di Gaetano Donizetti, Giuseppe Verdi, Gioachino Rossini, Giacomo Puccini, Claudio Monteverdi, Wolfgang Amadeus Mozart, Benjamin Britten, H. W. Henze, Arnold Schönberg e Ruggero Leoncavallo.
Collaborò con artisti, come Maria Callas, Renata Tebaldi, Alfredo Kraus, Giuseppe Di Stefano, Mario Del Monaco, Montserrat Caballé, Giulietta Simionato, Luigi Alva, Lucia Valentini Terrani, Rajna Kabaivanska, Katia Ricciarelli, Luciano Pavarotti, Teresa Berganza e Graziella Sciutti.
Fra i balletti di cui curò la regia, si deve ricordare la riscoperta del Ballo Excelsior, al Maggio Musicale Fiorentino, del 1967, con Carla Fracci protagonista.
Come regista di prosa uno degli allestimenti più particolari fu l'Orestea, tradotta da Emilio Isgrò e allestita a Gibellina nel 1983, per celebrare la ricostruzione del centro abitato.
L'esordio di Filippo Crivelli come regista di cabaret avvenne con lo spettacolo Milanin Milanon, tenuto, nel 1962, nel Teatro Gerolamo di piazza Beccaria a Milano. Si trattava di un recital in cui venivano riproposte le canzoni milanesi tradizionali scelte da Roberto Leydi, insieme a poesie dei maggiori poeti cittadini. Gli interpreti dello spettacolo erano Milly, Tino Carraro, Enzo Jannacci, Sandra Mantovani e Anna Nogara.
Negli anni successivi Crivelli divenne il regista de Il Nuovo Canzoniere Italiano, guidato da Roberto Leydi e Gianni Bosio. Il primo spettacolo, articolato in nove serate, si intitolava L'altra Italia. Prima rassegna italiana della canzone popolare e di protesta vecchia e nuova e si tenne da marzo a maggio alla Casa della Cultura di Milano. A questo recital si sovrappose, in aprile, Pietà l'è morta. La Resistenza nelle canzoni 1919-1964, che debuttò nella Sala dei Giganti dell'Università di Padova e girò in diverse piazze del Nord Italia, per terminare al Piccolo Teatro di Milano.
Lo spettacolo più famoso de Il Nuovo Canzoniere Italiano rimane tuttavia Bella ciao. Il recital era stato organizzato da Crivelli con Franco Fortini e Roberto Leydi, su invito di Nanni Ricordi per il Festival dei Due Mondi di Spoleto. Lo spettacolo è rimasto celebre anche perché in occasione di una replica, a causa dell'esecuzione di O Gorizia tu sei maledetta, un ufficiale dei carabinieri presente in sala denunciò Straniero (che cantava il brano), Leydi, Bosio e Crivelli per vilipendio delle forze armate italiane.

## Regie

### Balletto
Tra i principali titoli si annoverano:
- Ballo Excelsior
- La vedova allegra
- Work in Progress
- Pietro Micca

I ballerini con cui ha collaborato: Carla Fracci, Paolo Bortoluzzi, Ugo Dell'Ara, Luciana Novaro, Roberto Bolle, Aida Accolla, Luciana Savignano, e altri ancora.

### Operetta e musical
Tra i principali titoli si trovano:
- La vedova allegra[8]
- Il pipistrello
- Il Mikado
- La reginetta delle rose
- Cin Ci La
- Il paese dei campanelli
- Il mago di Oz
- Dodici Cenerentole in cerca di autore
- Scugnizza

Qui ha collaborato con: Katia Ricciarelli, Luca Canonici, Peppe Barra, Ave Ninchi, Bruno Praticò, Concetta Barra, Edo Borioli, Isa Barzizza e molti altri.

### Teatro di prosa
I principali titoli:
- L'arca di Noè
- Donna amata dolcissima
- Il borghese gentiluomo
- La Pamela
- Contessina Giulia

I principali attori: Paola Borboni, Renato Rascel, Macario, Lauretta Masiero, Arnoldo Foà, Monica Vitti, Maurizio Merli, Claudia Koll, Massimo Girotti, Lilla Brignone, Ernesto Calindri, Eros Pagni, Tino Carraro e tantissimi altri.

### Radio
- Commedia in 30 minuti, con Valentina Cortese, Paola Borboni, Adriana Asti, Rossella Falk e altri.
- Alcuni programmi, in 13 puntate, dedicati a: Teatro Lirico di Milano, Milly, Beniamino Gigli e altri.

### Televisione
Le più importanti trasmissioni:
- Spettacolo a Milano
- L'amore e la guerra
- Per due
- Canzoni tra due guerre

I più importanti attori: Ornella Vanoni, Franca Valeri, Laura Betti, Milva, Milly, Giorgio Gaber, Enzo Jannacci, Renzo Palmer, Mario Cei e molti altri.

### Cabaret
Ha seguito la regia di:
- Milanin Milanon (5 edizioni)
- L'altra Italia. Prima rassegna italiana della canzone popolare e di protesta vecchia e nuova
- Pietà l'è morta. La Resistenza nelle canzoni 1919-1964
- Bella Ciao (Spoleto Festival 1964)
- Cabaret Rossini
- La notte diffonde gl'incanti
- Canzoni tra due guerre
- L'arca di Noè
- 4 marzo 1943

Con la partecipazione di molti attori tra cui: Enzo Jannacci, Sandra Mantovani, Anna Nogara, Rosalina Neri, Arturo Testa, Lucio Dalla, Sergio Endrigo, Massimo Ranieri e altri ancora.

### Altri spettacoli
Oltre alle opere prima citate il regista ha condotto anche spettacoli all'aperto e in seguito a sfilate di moda.
Tra queste si ricordano:
- L'Orestea di Gibellina di Emilio Isgrò
- Penultimi sogni di secolo di Antonio Porta e Carmelo Pistillo
- Macchine sceniche spettacolari di Arnaldo Pomodoro (1983-1984-1985)

Venezia, Palazzo Grassi: 
- Armonia e colore
- Sempre colore
- Moda come noi
- Venezia moda

### Cinema
- Rita (Gaetano Donizetti): direttore d'orchestra Alberto Zedda
- La scala di seta (Gioacchino Rossini): direttore d'orchestra Franco Ferrara

## Riconoscimenti
- Premio Illica
- Premio Luigi Tenco 1976[9]
- Premio Gaetano Donizetti 1993
- Premio Franco Enriquez (Città di Sirolo 2018)
- Ambrogino d'oro 2018[10]